# Janusz Malinowski (działacz kolejowy)
Janusz Kazimierz Malinowski (ur. 4 grudnia 1963 w Iławie) – działacz kolejowy, prezes PKP Intercity (2011–2014 i od 2024), prezes ŁKA (2017–2024).

## Życiorys
Jest absolwentem Wydziału Transportu Politechniki Radomskiej oraz zarządzania w transporcie kolejowym na Politechnice Warszawskiej. Pracował początkowo jako wicedyrektor Biura Strategii PKP SA. Od 23 marca 2011 do 22 stycznia 2014 był członkiem zarządu oraz prezesem PKP Intercity, podczas piastowania tej funkcji wdrażał m.in. zakup pociągów Pendolino. Od lipca 2015 był członkiem zarządu Łódzkiej Kolei Aglomeracyjnej, a w okresie od czerwca 2017 do kwietnia 2024 był prezesem tej spółki. Następnie 19 kwietnia 2024 ponownie został prezesem PKP Intercity.

## Życie prywatne
Jest żonaty i ma córkę. Mieszka w Skierniewicach.

## Wyróżnienia
- Człowiek Roku – Przyjaciel Kolei (2012) – tytuł nadany przez PKP Polskie Linie Kolejowe oraz Railway Business Forum za ustabilizowanie sytuacji firmy i sprostanie trudnemu zadaniu organizacji przewozów koleją podczas Euro 2012[8],
- Srebrny Krzyż Zasługi (2021) – za zasługi w działalności na rzecz rozwoju kolejnictwa[9][10].